# ياسين الأيوبي
ياسين صلاح الأيّوبي (1937) عالِم أدبي وشاعر وناقد لبناني. ولد في قرية الهُري من قضاء البترون. ختم القرآن وجوّده في مسقط رأسه، ثم واصل دراسته حتى حصل على شهادة المعلمين سنة 1959 والإجازة في اللغة العربية 1965، ثم حصل على شهادتين في علم النفس من جامعة ليون بفرنسا، وأنجز مقررات الماجستير في جامعة القديس يوسف في بيروت. سافر‌ إلى باريس لمواصلة دراسته وحصل من جامعة السوربون على الدكتوراه سنة 1975، ثم دكتوراه الدولة اللبنانية في الأدب العربي الحديث. عمل مدرّسًا ومحرّرًا في مجلة «المورد» العراقية، ومدرّسًا في كلية التربية بجامعة بغداد. عاد إلى لبنان سنة 1978 وعمل بالجامعة اللبنانية. له دواوين شعرية ومؤلفات كثيرة ومعاجم زادت عن مئة كتاب.

## سيرته
ولد ياسين صلاح الأيوبي سنة 1937م/ 1356 هـ في الهُري بقضاء البترون في محافظة الشمال. تلقى دروسه الأولى في مدرستها التابعة لجمعية المقاصد الإسلامية الخيرية فتعلم اللغة وقراءة القرآن وختم قراءته أربع مرات. ثم ذهب إلى طرابلس، وتلقى علومه الابتدائية والمتوسطة في مدرسة النموذج الرسمية للبنين فيها 1951-55، وكان أبرز أساتذه نصوح البارودي وأنور المقدم. ثم دخل دار المعلمين والمعلمات في بيروت، ونال الشهادة التعليمية سنة 1959. تأثر بأساتذه ومربين أشرفوا على تدريسه منهم واصف بارودي، وخليل الجر، وسعيد عقل وجوزيف نجيم وقيصر الجميل ورشيد وهبي وفؤاد أفرام البستاني بين 1956-1959. ثم انتقل إلى معهد البكالوريا المسائية للمقاصد الإسلامية في بيروت، ونال الإجازة التعليمية في اللغة العربية وآدابها من كلية الآداب في الجامعة اللبنانية سنة 1965. حصل على ليسانس في علم النفس من مدرسة الآداب العليا التابعة لجامعة ليون بفرنسا 1961-62، والماجستير من جامعة القديس يوسف 1969، والدكتوراه في الأدب العربي قسم الإسلاميات من جامعة السوربون، فرنسا.

بدأ مسيرته بالتعليم، ودرّس في مراحل التعليم كافة حتى الجامعي. كان رئيس القسم العربي في كلية الآداب بالجامعة اللبنانية، وضيف محرّر في مجلّة «المورد» العراقية مدّة أربع سنوات 1976-80. هو عضو كل من اتحاد الكتاب اللبنانيين منذ 1970، واتحاد الكتاب العرب بدمشق منذ 1981، وعضو مؤسس منتدى طرابلس الشعري منذ 1981، عضو المجلس الثقافي للبنان الشمالي وعضو الهيئة الإدارية.

## جوائزه وتكريمه
- 28 مايو 2021: نظّم منتدى شاعر الكورة الخضراء عبد الله شحادة حفلاً تكريميًا له في مسرح الرابطة الثقافية في طرابلس.[6][7]

## مؤلفاته
- «صفي الدين الحلي»، 1971
- «معجم الشعراء في لسان العرب»، 1980
- «مذاهب الأدب: معالم وانعكاسات»، جزءان، 1980-82
- «الرصيد الأدبي»، 1981
- «الإنسان والطبيعة في رواية الدون الهادي»، 1983
- «الموت والحياة في أدب المقاومة»، 1983
- «المنحي الرمزي في أدب جبران»، 1983
- «مفتاح النجاح في أدب البكالوريا»، جزءان، بالاشتراك مع الدكتور خريستو نجم، 1987
- «فصول في نقد الشعر العربي الحديث»، 1989
- «حرفية الفن الكتابي»، بالاشتراك مع  محي الدين ديب، 1990.
- «كشف الغموض عن قواعد البلاغة والعروض»، بالاشتراك مع  محي الدين ديب، 1990
- «الشعر السعودي الحديث في الميزان»
- «حسن عبد الله القرشي (في مسار الشعر السعودي الحديث)»، 1994
- «آفاق الشعر الأيوبي»، 1995
- «كوامن الفن والإبداع في تراثنا الأدبي»، 1997
- «البلاغة العربية وأساليب الكتابة»، 1998
- «ديوان امرئ القيس»، 1998
- «في محراب الكلمة»، 1999
- «واقعية الأدب في رواية 'آنا كارنينا'»، 2001
- «المتنبي في عيون قصائده»، 2002
- «عمر بن أبي ربيعة ؛ رائد شعر الجمال والغزل الصريح»، 2009
- «مهمشون مبدعون في تراثنا الشعري»، 2009
- «طرفة بن العبد ؛ شاعر الخواطر الوجودية»، 2009
- «مكاشفات ذوقية في نقد الأدب العربي الحديث»، 2010
- «تقاسيم على خد الأصيل فصول متأججة من سيرة الحب الأخير وملحقاته - الكتاب الثاني»، 2010
- «جوزف حرب ومرايا العشق في السيدة البيضاء»، نص نقدي، 2010
- «شعراء لبنان في النصف الثاني من القرن العشرين - محافظة الشمال»، 2013
- «شعراء لبنان في النصف الثاني من القرن العشرين - جبل لبنان/الجنوب»، 2013
- «شعراء لبنان في النصف الثاني من القرن العشرين - بيروت/البقاع»، 2013
- «مراصد النقد الأدبي»، 2016
- «حصاد الأيام ؛ فيما خطته الأقلام من أفانين الكلام في أدب ياسين الأيوبي»، 2016
- «معالم الأدب السريالي»، 2017
- «مكاشفات ذوقية في نقد الأدب العربي الحديث»، 2019

من شعره:
- «مسافر للحزن والحنين»، 1977
- «قصائد للزمن المهاجر»، 1983
- «دياجير المرايا»،  1992
- «البنيان»،  مسرحية شعرية
- «منتهى الأيام»، ملحمة شعرية، 1991

## وصلات خارجية
- في موقع الأرشيف المجلات